# Hugobert
Per altres significats vegeu Hugobert de Baviera
Hugobert fou senescal de Clodoveu III (el 693), comte del palau de Khildebert IV (el (697) i mort posteriorment.
Estava probablement casat amb Irmina d'Oeren o amb una de les seves germanes i els seus descendents són anomenats els Hugobèrtides.
Era el pare de Plectruda, esposa del majordom de palau Pipí d'Héristal. En la mesura que fos l'espòs d'Irmina d'Œren seria igualment el pare de:
- Adela, abadessa de Pfalzel, casada a Odó i mare d'Alberic i de Gerlinda, esposa del duc Adalbert I d'Alsàcia

- Regentruda, esposa de Teodobert (o Teodebert), duc de Baviera i mare del duc Hugobert de Baviera

- Rolanda, esposa de Bernari o Guarner (Bernier) i possible ancestre dels Wilhelmides.

Estava probablement emparentat amb sant Hubert, Bisbe de Lieja de 705 a 727 i a Bertrada de Prüm, àvia de Bertrada de Laon, esposa del rei Pipí I el Breu.

## Ascendència
L'onomàstica dels Hugobèrtides deixa suposar que els seus pares es deien Alberic i Adela, i que tindria per germanes a Bereswinda, esposa d'Eticó Adalric, duc d'Alsàcia el 662, i una reina dels Francs, identificada a Khimnequilda, esposa de Sigebert III.
Aquest Alberic podria ser fill d'Hug, citat com a majordom del palau d'Austràsia de 616 a 618.
Quant a Adela, en tant que mare de Bereswinda, seria germana de sant Leodegari o Lleuger, bisbe d'Autun, mort el 677.